# Spectrus
Spectrus è un personaggio dei fumetti Disney creato dagli autori italiani nel 1990. Appare per la prima volta nell'ottavio episodio della storia Alla ricerca della pietra zodiacale.
È un supercriminale che agisce a Paperopoli, la sua specialità sono i furti di oggetti preziosi. Attua i suoi colpi attraverso l'ipnosi ed è uno nei nemici ricorrenti del supereroe Paperinik.

## Aspetto
Il personaggio indossa una calzamaglia rossa (che ricorda un po' quella di Superpippo), con coda e corna che lo fanno assomigliare ad un incrocio tra un diavolo ed un capricorno (il Capricorno è il suo segno zodiacale che è anche quello protagonista della puntata di "Alla ricerca della pietra zodiacale"). È un cane. Sul petto il costume ha un grosso serpente a forma di S.
Il costume si evolve nel corso del tempo: in "Paperinik e il ritorno di Spectrus" il criminale indossa un elmetto metallico protettivo (sotto il cappuccio con le corna); mentre in "Paperinik e il magico eroe" il costume presenta anche un mantello giallo.

## Capacità
Spectrus pratica l'ipnosi, intesa non come psicoterapia, bensì come ipotetica tecnica (tipica della narrativa così come degli spettacoli di illusionismo) atta a soggiogare la mente altrui.
Per ipnotizzare i suoi avversari usa insieme sguardo e voce, con una rapidità d'effetto sorprendente. La presenza fisica non è necessaria: i suoi poteri infatti agiscono anche tramite filmati registrati (questo è un punto di forza, ma si rivelerà anche un punto debole).
Spectrus può rendere la "vittima" sua schiava, obbligandola a obbedire ai suoi ordini (ad esempio può dirle di auto-derubarsi e consegnargli la refurtiva), e riesce inoltre a cancellare la memoria delle persone, che in questo modo non ricordano cos'hanno fatto mentre erano in trance.

## Punti deboli
Per ipnotizzare, deve per forza guardare la vittima negli occhi: limitarsi ad ascoltare la sua voce (dal vivo o registrata) non ha alcun effetto. Per questo Paperinik in un episodio lo affronta coprendosi gli occhi e usando un sistema di amplificazione audio per orientarsi (una versione artificiale del super-udito del supereroe Devil).
Inoltre Spectrus non può utilizzare i suoi poteri se i suoi occhi sono irritati, per questo motivo un'arma che può svantaggiarlo gravemente è il succo di cipolla.
Anche la capacità di ipnotizzare attraverso i filmati si rivela un punto debole, dal momento che se guarda un filmato di sé stesso rischia di auto-ipnotizzarsi.

## Base
Il rifugio segreto del fuorilegge è un albero nel bosco di Paperopoli, tramite il quale, con un ascensore, arriva nel suo covo, dove nasconde i tesori rubati.
In "Paperinik e il magico eroe" il tradizionale albero è stato sostituito da un vecchio casale abbandonato.

## Storie
Spectrus appare in numerose storie:
- Alla ricerca della pietra zodiacale: Spectrus (Topolino 1788)
- Paperinik e il ritorno di Spectrus (Topolino 1855)
- Paperinik e il potere televisivo di Spectrus (Topolino 1964)
- Paperinik e l'inoffensivo Spectrus (Paperinik 40)
- Paperinik e il magico eroe (Topolino 2653)
- Ultraheroes (Topolino 2626 - 2634 - 2755)

In tutte queste avventure (esclusa Ultraheroes, dove avendo aiutato i "buoni" a sconfiggere l'Eta Beta gigante viene lasciato libero) viene fermato e arrestato da Paperinik, che deve ricorrere al massimo del suo coraggio per affrontarlo. Nella storia "Paperinik e il magico eroe" viene aiutato da Papermagic, qui alla sua prima apparizione.